# طریق تباه
طریق تباه: حقیقت چین یک کتاب چینی‌ستیزی از رالف تاونسند، نویسنده و فعال سیاسی آمریکایی است که در سال ۱۹۳۳، پس از اقامت موقت نویسنده در چین، منتشر شد. این کتاب انتقاد تندی است از فرهنگ و اجتماع چین که به نظر تاونسند سرچشمه مشکلات چین در آن زمان بوده‌است. کتاب پرفروش شد، ولی بعضی چین‌شناسان اشکال‌های فراوان بر آن گرفتند. حکومت چین هم ممنوعش کرد. این کتاب پس از جنگ جهانی دوم به فراموشی سپرده شد، هرچند در اوایل قرن بیست‌ویکم در ژاپن محبوبیت یافت.